# Przewodnik w wycieczkach na Babią Górę, do Tatr i Pienin
Przewodnik w wycieczkach na Babią Górę, do Tatr i Pienin – pierwszy polski przewodnik poświęcony w dużej części Tatrom. Wydany został w Krakowie w 1860 r., nakładem Juliusza Wildta. Jego autorem był ks. Eugeniusz Janota.
Przewodnik... różni się formą od współczesnych przewodników. Stanowi formę pośrednią między poradnikiem, vademecum i monografią krajoznawczą. Liczy 92 strony druku, z czego sam tekst to 64 strony (w tym obszerny wykaz literatury). Pozostałą część zajmują wykazy roślin typowych dla Tatr, Pienin oraz Babiej Góry, cytowane tu z rękopisów Feliksa Berdau'a.
Jak to stwierdził sam autor na wstępie, "(...) przewodnik ogranicza się do Tatr polskich albo właściwiej nowotarskich (..)" i przeznaczony jest dla "(...) podróżujących przybywających od Krakowa lub z Królestwa." Oprócz bardzo zwięzłych opisów samych gór znaleźć w nim można opisy niektórych miejscowości na trasach pomiędzy Krakowem a Zakopanem oraz opisy miejscowości u podnóża gór (tylko właściwe Podhale). Zwracają uwagę szeroko ujęte niektóre wątki historyczne przy skromności opisu zjawisk przyrodniczych i zupełnej nieobecności tematów etnograficznych.
Książka zawiera szkicową, czarno-białą mapę pt. "Hale i Podhale Nowotarskie" w podziałce 1 mila austriacka = 2½ cala wiedeńskiego (opisy w tekście) oraz panoramę Tatr ("Widok Tatr Nowotarskich od Zakopanego").